# ACM Computing Reviews
La ACM Computing Reviews (ISSN 1530-6586) es una publicación científica que revisa la literatura en ciencias de la computación. Es publicada por la Association for Computing Machinery (ACM).